# Patria Mirabal
Aída Patria Mercedes Mirabal Reyes, més coneguda com a Patria Mirabal, (Salcedo, República Dominicana, 27 de febrer de 1924 - La Cumbre, entre Santiago i Puerto Plata, República Dominicana, 25 de novembre de 1960) fou una mecanògrafa i activista política dominicana. Fou una de les germanes assassinades pel dictador Rafael Leónidas Trujillo.

## Orígens
Nasqué a Salcedo el 27 de febrer de 1924, sent filla de Mercedes Reyes Camilo (Chea) i Enrique Mirabal Fernández, comerciant i terratinent. Fou anomenada "Patria" per haver nascut un 27 de febrer, data en la qual es commemora la independència de la República Dominicana. Artista per naturalesa, des de ben petita tingué afició per la pintura, en la qual es refugià en moments íntims i tràgics de la seva vida, creant obres de singular bellesa, tendresa i harmonia. Acabà els seus estudis d'ensenyament intermedi i es graduà en Dactilografia al Col·legi Inmaculada Concepción de la Vega, a la província de La Vega.
Als 17 anys es casà amb Pedro Antonio González, membre d'una prestigiosa i acomodada família de terratinents de la regió. D'aquesta unió nasqué: Nelson Enrique, Noris Mercedes, Raúl Ernesto i Juan Antonio, que morí cinc mesos després del naixement.

## Tirania
Per la seva participació en els esforços per derrocar al dictador Rafael Leónidas Trujillo, el govern posà en pública subhasta totes les seves pertinences campestres i confiscà la casa, així com les propietats de la família González Mirabal. No obstant això, seguí donant suport a la seva germana Minerva en els seus esforços contra el govern i Trujillo per tal de donar un futur digne als nens i nenes del país.
Conscient de la realitat en què vivia, exclamà: «Aquesta no és només una causa per a homes, sinó també per a dones…» i amb molt orgull «…No podem deixar que els nostres fills creixin en aquest règim corrupte i tirànic, hem de lluitar en contra seva, i jo estic disposada a donar-ho tot, fins i tot la meva vida si és necessari».

## Assassinat
El 25 de novembre de 1960 fou assassinada, al costat de les seves germanes Minerva i María Teresa, així com de Rufino de la Cruz Disla, el conductor del jeep en el qual viatjaven, prop del pont Marapica, a la carretera Santiago-Puerto Plata. Foren emboscades per agents del Servei d'Intel·ligència Militar (SIM) després de visitar els seus marits, tots dirigents del Moviment Revolucionari 14 de Juny, a la fortalesa de Puerto Plata, on es trobaren presos per sedició. Posteriorment foren conduïdes fins a una casa campestre de la comunitat de La Cumbre, on moriren assassinades a cops de pals i altres objectes contundents fins a causar-les la mort. Les seves restes es troben al Museu de les Germanes Mirabal, situat a la seva localitat natal.